# Queen Charlotte Sound / Tōtaranui

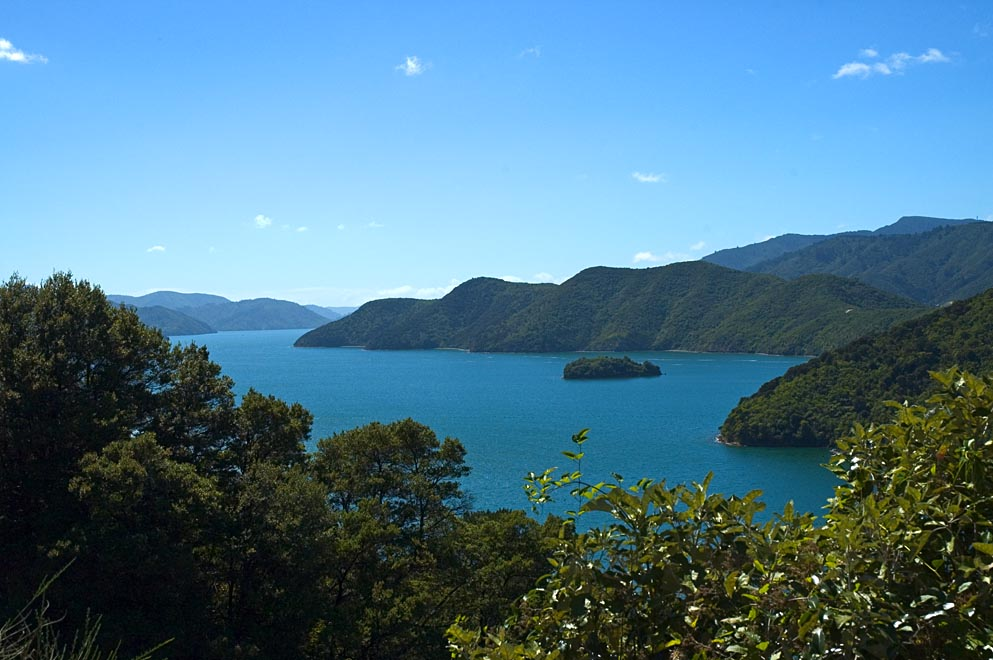
Queen Charlotte Sound / Tōtaranui

Queen Charlotte Sound / Tōtaranui je fjord na severním cípu Jižního ostrova Nového Zélandu v oblasti známé jako Marlborough Sounds.
U ústí fjordu leží město Picton. Fjord je řídce obydlen a nemovitosti jsou často dostupné jen pomocí lodní dopravy.
Kapitán James Cook se ve fjordu zastavil během každé ze svých tří plaveb. 31. ledna 1770 zde vystoupil na ostrov Motuara, na kterém slavnostně pojmenoval fjord „Queen Charlottes Sound” na počest Šarloty Meklenbursko-Střelické a prohlásil fjord za součást britské koruny. V roce 2014 byl fjord přejmenován na „Queen Charlotte Sound / Tōtaranui”.